# Zimbabwe na Zimních olympijských hrách 2014
Zimbabwe se účastnila ZOH 2014, jednalo se o historicky první účast této země na ZOH.
Jediným zástupcem této země a zároveň vlajkonošem byl Luke Steyn.

## Alpské lyžování
Luke Steyn
- obří slalom 57. místo